# Polydesmus notatus
Polydesmus notatus är en mångfotingart som beskrevs av Peters 1864. Polydesmus notatus ingår i släktet Polydesmus och familjen plattdubbelfotingar. Inga underarter finns listade i Catalogue of Life.